# Шва
Шва — різновид голосного звука, який трапляється в деяких мовах. Його прикладом може бути той звук, який відповідає літері e у англ. taken. Також так називається і сам символ, що позначає цей звук у Міжнародній фонетичній абетці — ə (e, обернене на 180°). Як окрема буква він присутній у кирилиці та латиниці.